# Idaea wittmeri
Idaea wittmeri là một loài bướm đêm trong họ Geometridae.